# Wisemen
Wisemen – utwór brytyjskiego wokalisty Jamesa Blunta. Wydany został listopadzie 2005 roku przez wytwórnię płytową Atlantic Records jako drugi singel z jego pierwszego albumu studyjnego, zatytułowanego Back to Bedlam. Twórcą tekstu są James Blunt, Sacha Skarbek oraz Jimmy Hogarth, który wraz z Tomem Rothrockiem zajęli się jego produkcją. Do singla nakręcono także teledysk, a jego reżyserią zajął się Mark Davis. „Wisemen” notowany był na 23. pozycji w notowaniu UK Singles Chart.

## Pozycje na listach przebojów
| Kraj            | Lista (2005-06)  | Pozycja |
| --------------- | ---------------- | ------- |
| Australia       | Top 50 Singles   | 11      |
| Austria         | Singles Top 75   | 15      |
| Holandia        | Single Top 100   | 17      |
| Irlandia        | Top 50 Singles   | 36      |
| Kanada          | Canadian Hot 100 | 10      |
| Niemcy          | Top 100 Singles  | 40      |
| Nowa Zelandia   | Top 40 Singles   | 21      |
| Szwajcaria      | Singles Top 75   | 23      |
| Szwecja         | Top 60 Singles   | 38      |
| Wielka Brytania | Singles Top 100  | 23      |